# Janine Lambotte
Janine Lambotte (Anderlecht, 25 april 1925 – Ukkel, 19 juli 2012) was een televisiepresentatrice van de RTBF, de Belgische Franstalige publieke omroep.
Lambotte begon te werken op de publieke omroep op 31 oktober 1953. Ze had een dagelijks programma tijdens Expo 58 waarin ze een bezoek bracht aan de verschillende paviljoens. Ze was de eerste vrouw van Europa die het televisiejournaal mocht presenteren. Ze had ook enkele praatprogramma's, zoals Pourquoi Pas?. Ze was ook jarenlang columniste voor de zaterdagse editie van Le Soir.
Lambotte was commentatrice van dienst bij het allereerste Eurovisiesongfestival in 1956. Ze zou nog verschillende malen het commentaar leveren, voor het laatst in 1971.
Lambotte overleed op 19 juli 2012 op 87-jarige leeftijd.